# گروه خارج‌قسمتی
گروه خارج‌قسمتی (به انگلیسی: quotient group) (یا factor group)، یک گروه ریاضیاتی است که با تجمیع عناصر مشابه از گروه بزرگتر با استفاده از رابطه هم‌ارزی بدست آمده، به گونه‌ای که برخی از ساختارهای گروهی نیز باقی می‌مانند (اصطلاحاً گفته می‌شود که از بقیه ساختار فاکتورگیری شده‌است). به عنوان مثال، گروه دوری جمع به پیمانه n را می‌توان از گروه اعداد صحیح تحت جمع و با یکی در نظر گرفتن عناصری که اختلافشان ضریبی از n باشد بدست آورد. در مثال اخیر، اعمال دوتایی در گروه خارج قسمتی بدست آمده بین رده‌ها صورت می‌پذیرد (به این رده یا کلاس‌ها، کلاس‌های همنهشتی می‌گویند). بحث گروه خارج‌قسمتی بخشی از نظریه گروه‌ها می‌باشد.
در یک گروه خارج قسمتی، رده هم‌ارزی عنصر همانی همیشه زیرگروه نرمالی از گروه اصلی بوده و سایر رده‌های هم‌ارزی دقیقاً هم‌دسته‌های آن زیرگروه نرمال است. گروه خارج‌قسمتی حاصل را به صورت {\displaystyle G/N} نوشته که در آن G گروه اصلی و N زیرگروه نرمال مذکور است (گاهی به این صورت نوشته می‌شود: "G mod N" که mod مخفف modulo است به معنی "به پیمانه"، "به هنگ").
بیشترین اهمیت گروه‌های خارج قسمتی ناشی از ارتباطشان با همریختیهاست. اولی قضیه یکریختی بیان می‌دارد که تصویر هر گروه چون G تحت همریختی، همیشه یک‌ریخت با گروه خارج قسمتی G است. به‌طور خاص، تصویر G تحت همریختی چون {\displaystyle \phi \colon G\rightarrow H}، یکریختی به {\displaystyle G/ker(\phi )} است که در آن {\displaystyle ker(\phi )} نشانگر هسته {\displaystyle \phi } است (ker مخفف kernel به معنای هسته می‌باشد).
دوگان مفهوم گروه خارج قسمتی، زیرگروه است، این‌ها دو روش اصلی برای تشکیل گروه‌های کوچکتر از یک گروه بزرگ‌تر می‌باشند. هر زیرگروه نرمال دارای گروه خارج قسمتی متناظر با خود است که با حذف تمایز بین عناصری از گروه بزرگتر بدست آمده. در نظریه رسته‌ها، گروه‌های خارج قسمتی، مثال‌هایی از اشیاء خارج قسمتی اند که دوگان زیراشیاء می‌باشند. برای مثال‌های دیگری از اشیاء خارج قسمتی به این مقالات مراجعه کنید: حلقه خارج قسمتی، فضای خارج قسمتی (جبر خطی)، فضای خارج قسمتی (توپولوژی) و مجموعه خارج قسمتی.